# 高橋美里
高橋 美里（たかはし みさと、5月25日 - ）は、圭三プロダクション所属の日本のフリーアナウンサー。東京都出身。血液型はB型、身長158cm。

## 人物・来歴
オーストラリアへ留学、地元国の私立グリフィズ大学を卒業し、日本帰国後に圭三プロへ入り第16期の「圭三塾」メンバーとなる。趣味は野球観戦（スコアブック）、映画鑑賞。特技は英会話、水泳、メイク。

## 担当番組
- NHK総合テレビ「三つのたまご」リポーター
- 日本テレビ「NNN Newsリアルタイム」リアル特集リポーター
- フジテレビ「めちゃ×2イケてるッ!」特番受付
- テレビ朝日「彼女たちが「聖地」最強の6人娘が挑む!全英女子オープン」リポーター
- チバテレビ「ごはんミュージアム」司会
- チバテレビ「カラオケトライアルII」
- JCNみなと新宿「港区広報トピックス」ほか